# Національний герой Вірменії
Національний герой Вірменії — найвище почесне звання Республіки Вірменії. Затверджене 1 квітня 1994 року згідно з Законом Республіки Вірменії «Про вище звання Республіки Вірменії „Національний Герой Вірменії“».
Звання присвоюється за заслуги перед Республікою Вірменією, які мають загальнонаціональне значення, в справі захисту країни, зміцнення правопорядку і створення значних національних цінностей.
Вище звання Республіки Вірменії Національний герой Вірменії з дати заснування 1994 року могло присвоюватися тільки громадянам Республіки Вірменії. 6 листопада 2003 були прийняті зміни до закону, згідно з якими вище звання можуть отримати й іноземні громадяни і особи без громадянства.
Орденами і медалями Республіки Вірменія нагороджуються громадяни Республіки Вірменія, іноземні громадяни та особи без громадянства.
Президент, Віце-президент Вірменії, депутати Верховної Ради та місцевих Рад Республіки Вірменії не можуть нагороджуватися державними нагородами Республіки Вірменії, в тому числі й вищим званням Національний герой Вірменії.
Удостоєним особам вручається Орден Вітчизни, який носиться на лівій стороні грудей.

## Пільги
Згідно з Законом Вірменії «Про соціальне забезпечення військовослужбовців і членів їхніх сімей» від 27.10.1998 р. для Національних Героїв Вірменії передбачена надбавка до пенсії у розмірі базової пенсії.